# Daqingshan
Daqingshan är ett härad i Yichuns stad på prefekturnivå i Heilongjiang-provinsen i nordöstra Kina. Det ligger omkring 240 kilometer nordost om provinshuvudstaden Harbin. Häradet bildades 29 juni 2019  av stadsdistriktet Daling (带岭区, pinyin Dàilǐng qū) och en del av Tielis stad på häradsnivå.